# 第182步兵師 (德國國防軍)
第182步兵師（德語：182. Infanterie-Division）是納粹德國國防軍陸軍的一個步兵師。該師於1939年10月組建。
該師組建時，稱為第12/2後備部隊指揮部（德語：Kommandeur der Ersatztruppen XII/II），同年11月改編為第182師（德語：182. Division），同年12月改編為182號師（德語：Division Nr. 182）。
1942年7月，該師改編為第182後備師（德語：182. Reserve-Division）。
1945年4月，該師改編為第182步兵師。
該師最後於1945年5月德國投降後解散。

## 註腳
1. ↑  Mitcham（2007年）